# Гокінсвілл (Джорджія)
Гокінсвілл (англ. Hawkinsville) — місто (англ. city) в США, в окрузі Пуласкі штату Джорджія. Населення — 3980 осіб (2020).

## Географія
Гокінсвілл розташований за координатами 32°17′59″ пн. ш. 83°28′44″ зх. д. / 32.29972° пн. ш. 83.47889° зх. д. (32.299649, -83.478964).  За даними Бюро перепису населення США в 2010 році місто мало площу 13,21 км², з яких 13,04 км² — суходіл та 0,17 км² — водойми. В 2017 році площа становила 13,93 км², з яких 13,91 км² — суходіл та 0,02 км² — водойми.

## Демографія
Згідно з переписом 2010 року, у місті мешкало 4589 осіб у 1401 домогосподарстві у складі 899 родин. Густота населення становила 347 осіб/км².  Було 1629 помешкань (123/км²).
Расовий склад населення:
| - 50,4 % — білих - 46,9 % — чорних або афроамериканців - 0,9 % — азіатів - 0,2 % — корінних американців |

До двох чи більше рас належало 1,2 %. Частка іспаномовних становила 1,8 % від усіх жителів.
За віковим діапазоном населення розподілялося таким чином: 18,4 % — особи молодші 18 років, 67,1 % — особи у віці 18—64 років, 14,5 % — особи у віці 65 років та старші. Медіана віку мешканця становила 39,2 року. На 100 осіб жіночої статі у місті припадало 52,4 чоловіків;  на 100 жінок у віці від 18 років та старших — 43,3 чоловіків також старших 18 років.
Середній дохід на одне домашнє господарство  становив 48 887 доларів США (медіана — 45 023), а середній дохід на одну сім'ю — 53 168 доларів (медіана — 46 227). За межею бідності перебувало 16,7 % осіб, у тому числі 27,2 % дітей у віці до 18 років та 10,9 % осіб у віці 65 років та старших.
Цивільне працевлаштоване населення становило 1745 осіб. Основні галузі зайнятості: освіта, охорона здоров'я та соціальна допомога — 30,3 %, мистецтво, розваги та відпочинок — 20,4 %, виробництво — 13,8 %, науковці, спеціалісти, менеджери — 10,9 %.